# Jean de Valéry
Jean de Valéry (alternative Schreibweise Jean de Vallery; † nach 1250) war ein französischer Ritter des 13. Jahrhunderts. Er entstammte wohl der Burgherrenfamilie von Vallery (Dép. Yonne) im Herzogtum Burgund.
Mit seinem Bruder Érard de Valéry nahm er am Kreuzzug nach Ägypten unter König Ludwig IX. dem Heiligen teil. Nach der Einnahme von Damiette im Juni 1249 wurde er mit der Verteilung der Beute beauftragt, was er unter Berufung auf die Gewohnheitsrechte des Königreichs Jerusalem ablehnte. Dessen König Johann habe mit der Einnahme von Damiette im Jahr 1219 (siehe Kreuzzug von Damiette) bereits einen Präzedenzfall zur Beuteteilung nach der Eroberung muslimischer Städte geschaffen, nachdem weiterhin verfahren werden sollte. In der Schlacht von al-Mansura am 8. Februar 1250 zeichnete sich Jean de Valéry durch taktische Ratschläge aus, die maßgeblich zur Rettung des Tages für die Kreuzfahrer beigetragen haben, nachdem deren Vorhut unter Robert von Artois vernichtet worden war. Mit dem König geriet er wie auch sein Bruder am 6. April 1250 bei Fariskur in die Gefangenschaft der Mameluken.
Von dem Chronisten Jean de Joinville wurde Jean de Valéry zu den prudhommes chevaliers des königlichen Haushalts gezählt. Karl I. von Anjou nannte ihn einen der engsten Freunde seines Bruders.

## Quelle
- The Memoirs of the Lord of Joinville. A new english Version: englische Übersetzung von Ethel Wedgwood (New York, 1906) („Joinville“)